# Alskär (vid Perkala, Iniö)
Alskär är en ö i Finland. Den ligger i Skärgårdshavet och i kommunen Pargas i den ekonomiska regionen  Åboland i landskapet Egentliga Finland, i den sydvästra delen av landet. Ön ligger omkring 44 kilometer väster om Åbo och omkring 190 kilometer väster om Helsingfors.
Öns area är 6 hektar och dess största längd är 440 meter i öst-västlig riktning.